# El pintor en su estudio
El pintor en su estudio es un cuadro del pintor neerlandés Rembrandt. Fue ejecutado hacia 1626-1628. Se trata de una pintura al óleo sobre lienzo, que mide 25,5 centímetros de alto y 32 cm de ancho. Actualmente se conserva en el Museo de Bellas Artes de Boston (Estados Unidos).
El cuadro representa el estudio de un pintor, no se sabe si era el mismo del propio Rembrandt: las paredes desnudas, el pavimento de madera sin pulir, la mesa en penumbra son definidos con el acostumbrado realismo del artista, que hace pensar en una copia del natural. Es un entorno austero, sin decoración, en el que aparece una figura vestida llamativamente, con un gabán que le queda demasiado grande. El personaje retratado no es reconocible, encontrándose en la zona de sombra de la pintura. Algunos reconocen en él a Rembrandt, otros, en lugar de ello, al alumno Gerrit Dou.

En el caso de ser Rembrandt, se trataría de su primer autorretrato. Su vestimenta lujosa subraya la idea de que el pintor no es un mero artesano sino ejecutor de un trabajo distinguido.

La posición del pintor, alejada respecto a la tela, puede referirse al consejo del mismo Rembrandt, de observar el trabajo en su totalidad. Respecto a la relación entre el pintor y la tela el crítico Victor Stoichiță dijo: 
La escena se desarrolla entre dos polos, el cuadro sobre el caballete y el pintor. La distancia que los separa está cargada de tensión. Ante nuestros ojos, en silencio, parece librarse una lucha entre dos fuerzas desiguales. La lucha entre la inmensa tela y el minúsculo personaje, entre el arte misterioso, gigantesco, abrumador y su siervo desorientado, minúsculo, asustado.